# Дорога із розділеними напрямками руху

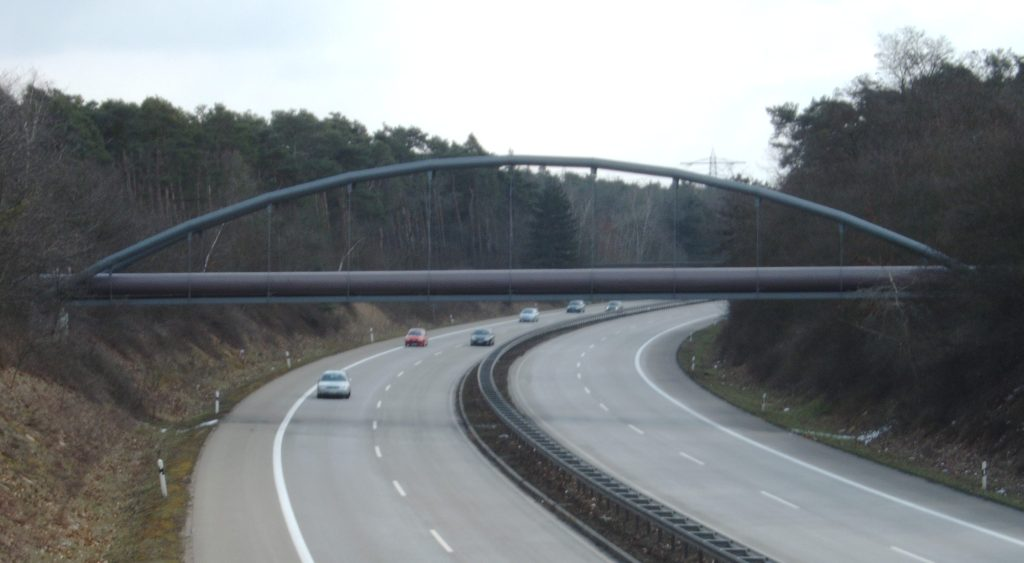

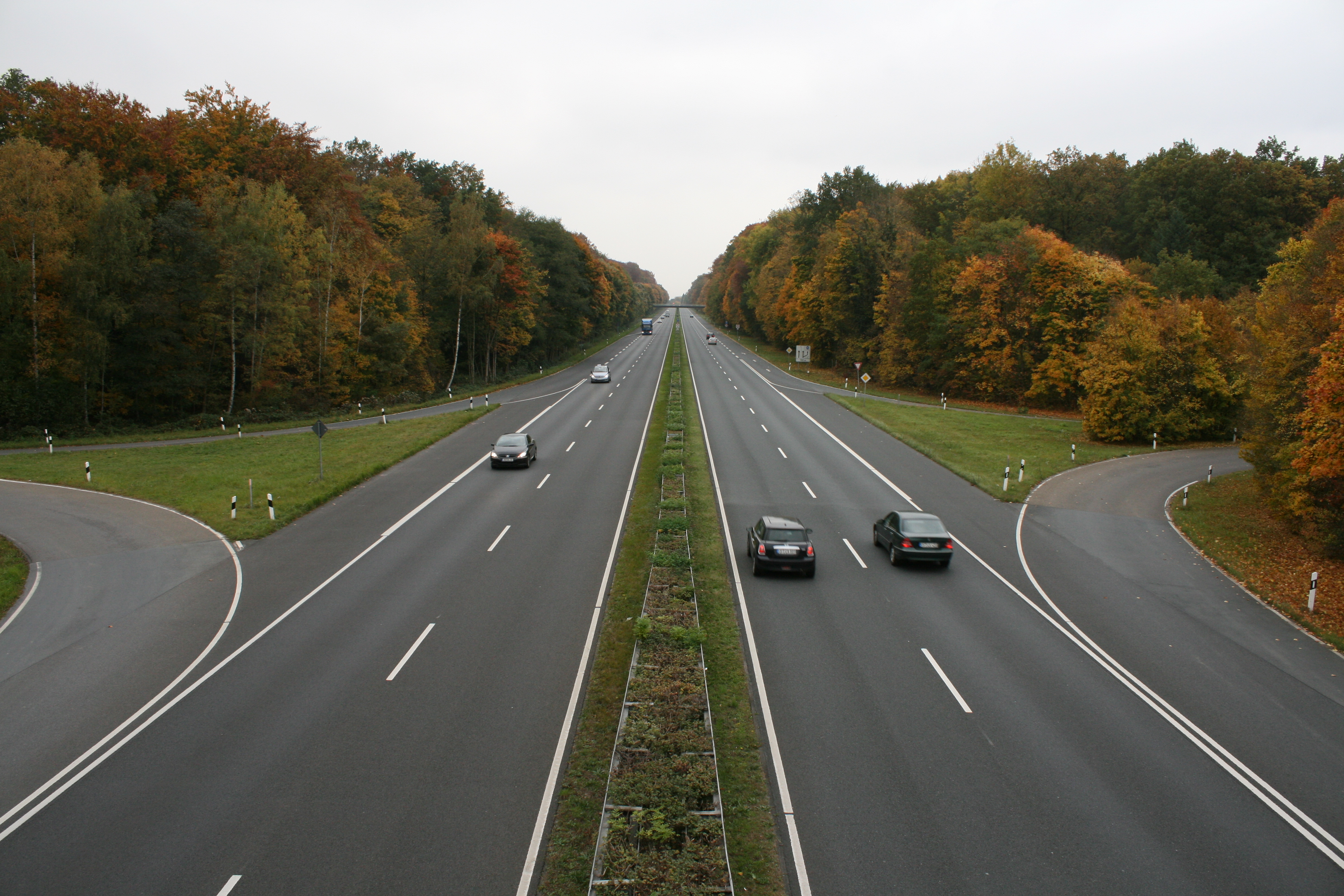

Дорога із розділеними напрямками руху — автомобільна дорога з двома шляхами руху транспортних засобів, звичайно розділених системою відбійників або зеленим поясом.
Дорога із розділеними напрямками руху, що не перетинається з іншими дорогами, називається автомагістраль.
На дорожніх картах автодорога із розділеними напрямками руху найчастіше позначається подвійною лінією.